# Stapel (Kreis Schleswig-Flensburg)
Stapel ist eine Gemeinde im Kreis Schleswig-Flensburg in Schleswig-Holstein.

## Geographie

### Geographische Lage
Das Gemeindegebiet von Stapel erstreckt sich im Westen der naturräumlichen Haupteinheit Eider-Treene-Niederung (Nr. 692) im Bereich der historischen Landschaft Stapelholm eingefasst von den Flüssen Eider (im Süden) und Treene (im Norden) und im Ostteil bis fast an den früheren Flusslauf der Sorge (heute als Alte Sorge bezeichnet) heran.

### Gemeindegliederung
Stapel besteht aus den Ortsteilen Norderstapel (767 Einwohner) und Süderstapel (1001 Einwohner) (Stand: 31. Dezember 2016).

### Nachbargemeinden
Unmittelbar angrenzende Gemeindegebiete von Stapel sind:
| Schwabstedt  | Hude, Süderhöft                             | Bergenhusen |
| Seeth, Drage | Kompassrose, die auf Nachbargemeinden zeigt |             |
| Hennstedt    | Bergewöhrden, Delve                         | Erfde       |

## Verkehrsanbindung
Die Gemeinde Stapel befindet sich direkt an der Bundesstraße 202 von Friedrichstadt nach Rendsburg. Des Weiteren befindet sich eine Anbindung an die Kreisstadt Schleswig über Kreis- und Landesstraßen.
Von 1905 bis in die 70er Jahre befand sich Stapel am Kreuzungspunkt der Eisenbahnstrecke Husum-Rendsburg (Streckennummer 1012, KBS 132, 113b) und der Bahnlinie Schleswig-Friedrichstadt der Schleswiger Kreisbahn. Reste der Bahnstrecke sind noch im Ortsbild erkennbar, u. a. im Geländeeinschnitt in Norderstapel und in der Straßenführung in Süderstapel. Um die Platzierung des Bahnhofsgebäudes entspann sich 1910 der sog. „Bahnhofskrieg in der Marsch“.
Gelegentlicher Passagierverkehr auf dem Wasser und privater Bootsverkehr erfolgt über die Eider.

## Geschichte
Die Gemeinde Stapel entstand zum 1. März 2018 durch Zusammenlegung der beiden Vorgängergemeinden Süderstapel und Norderstapel.

## Politik
Durch einen von den Gemeindevertretungen der Gemeinden Süderstapel und Norderstapel initiierten Bürgerentscheid entschieden die Bürgerinnen und Bürger der beiden Gemeinden am 24. September 2017 über die Fusion zur Gemeinde Stapel. Mit jeweils ca. 60 % sprachen sich die Einwohner für die Fusion der beiden Gemeinden zum 1. März 2018 aus. Somit wurden die bisherigen Gemeindevertretungen mit Ablauf des 28. Februar 2018 aufgelöst und die Ehrenbeamten der beiden Gemeinden (Bürgermeister und Gemeindewehrführer) von ihren Aufgaben entbunden. Seit dem 1. März 2018 übernahm ein vom Kreis Schleswig-Flensburg eingesetzter Bevollmächtigter die Aufgaben sowohl der Gemeindevertretung als auch die der Bürgermeister. Unterstützt wurde er hierbei von zwei ihm beigestellten Beratern aus den bisherigen Gemeinden.

### Gemeindevertretung
Bei der Kommunalwahl am 14. Mai 2023 wurden insgesamt 13 Sitze vergeben. Von diesen erhielt die Wählergemeinschaft Stapel vier Sitze, die CDU und Aktiv für Stapel je drei Sitze, die SPD zwei Sitze und ein Einzelbewerber einen Sitz.

### Bürgermeister
In der konstituierenden Sitzung am 18. Juni 2018 wurde Rainer Rahn (SPD) zum ersten Bürgermeister der neuen Gemeinde gewählt. Er trat in der Gemeinderatssitzung am 5. Juli 2021 aus persönlichen Gründen vom Amt zurück. In derselben Sitzung wurde Hans-Johann Dierks (AfS) mit 8 Stimmen bei 4 Gegenstimmen zum neuen Bürgermeister der Gemeinde gewählt.
Am 28. Juni 2023 wurde als neuer Bürgermeister Jörg Lundelius (WGS) zum Bürgermeister gewählt.

## Wappen
Blasonierung: „Unter dreimal eingebogenem goldenen Schildhaupt von Grün und Blau durch drei silberne Wellenfäden in Blau geteilt, darin ein aufrechter, kurzer, oben und unten mit einem Knauf abschließender, in der Mitte sich verdickender goldener Stab, der mit seiner unteren Hälfte die Wellenfäden überdeckt.“

## Sehenswürdigkeiten
In der Liste der Kulturdenkmale in Stapel (Kreis Schleswig-Flensburg) stehen die in der Denkmalliste des Landes Schleswig-Holstein eingetragenen Kulturdenkmale.

## Einrichtungen von regionaler Bedeutung
In Stapel befinden sich verschiedene Einrichtungen von regionaler Bedeutung, u. a.:
- eine Grundschule
- eine Rettungswache, deren Einsatzgebiet in die benachbarten Landkreise Husum, Dithmarschen und Rendsburg reicht[13][14]
- zur Nahversorgung eine Bäckerei, ein Einkaufsmarkt und eine Apotheke